# Onze Eeuw

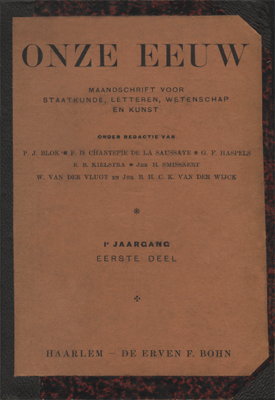
Voorpagina uit 1901

Onze Eeuw was een Nederlandstalig tijdschrift dat van 1900 tot 1924 verscheen. Het tijdschrift verscheen maandelijks en had als ondertitel "Maandschrift voor staatskunde, letteren, wetenschap en kunst". De uitgever was de Erven F. Bohn in Haarlem. 
De redactie bestond in het eerste jaar uit P.J. Blok, P.D. Chantepie de la Saussaye, G.F. Haspels, E.B. Kielstra, Jhr. H. Smissaert, W. Van der Vlugt en Jhr. B.H.C.K. Van der Wijck.
Het tijdschrift publiceerde onder andere artikelen over Nederlandse geschiedenis en de redactie schreef recensies 
van pas verschenen boeken.
Ter Laan spreekt van een "oud-liberaal tijdschrift op 't gebied van staatkunde, sociaal leven, letteren en kunst, 1902-'24. Met Haspels als letterkundig beoordelaar, en daarna met over zichten van Mw. Dr. A.S.C. de Koe".